# كلاريسا دالريمبل
كلاريسا دالريمبل (بالإنجليزية: Clarissa Dalrymple)‏ هي أمينة متحف أمريكية، ولدت في 1988 في إنجلترا في المملكة المتحدة.